# Liste d'élections en 1917
Chronologie des élections
- 1913
- 1914
- 1915
- 1916
- 1917
- 1918
- 1919
- 1920
- 1921

Cette liste recense les élections organisées durant l'année 1917. Elle inclut les élections législatives et présidentielles nationales dans les États souverains, ainsi que les principaux référendums.
La Première guerre mondiale se poursuit, et la vie démocratique ne se déroule de manière normale que dans les États neutres ou bien n'étant pas directement affectés sur leur territoire par la guerre. En Russie, le pouvoir bolchévique est rejeté par les électeurs lors des premières élections démocratiques de l'histoire du pays, en novembre, mais se maintient au pouvoir par la force.

## Par mois

### Mars
| Date    | Pays    | Élections                      | Notes | Résultats |
| ------- | ------- | ------------------------------ | --- | --- |
| 11 mars | Mexique | Présidentielle et législatives | Le scrutin, le premier au suffrage universel masculin dans le pays, se déroule durant la Révolution mexicaine et fait suite à l'adoption de la Constitution de 1917. | Arrivé au pouvoir par un coup de force en 1915, Venustiano Carranza (Parti libéral constitutionnel) remporte 97,2 % des suffrages face à trois autres candidats. |

### Avril
| Date      | Pays       | Élections                       | Notes | Résultats |
| --------- | ---------- | ------------------------------- | --- | --- |
| 1er avril | Costa Rica | Présidentielle et constituantes | Le général Federico Tinoco Granados a pris le pouvoir par un coup d'État et organise ces scrutins pour légitimer la dictature militaire. | Seul candidat autorisé par lui-même, Federico Tinoco Granados est automatiquement élu président avec 100 % des suffrages exprimés. Le Parti peliquiste (droite autoritaire, parti du pouvoir personnel du dictateur) remporte tous les sièges sauf deux à l'Assemblée constituante. |
| 20 avril  | Japon      | Législatives                    | Élections anticipées. L'empereur Taisho ayant refusé de nommer Premier ministre le chef du parti Kenseikai (centre-gauche) majoritaire à la chambre basse du Parlement, celle-ci a voté la destitution du gouvernement, entraînant de nouvelles élections. Scrutin au suffrage censitaire masculin. | Parlement sans majorité. Le parti Rikken Seiyūkai (droite libéral-conservatrice) devient le premier parti à la chambre basse, devant le Kenseikai. L'empereur conserve le maréchal Terauchi Masatake au poste de Premier ministre.                                                  |

### Mai
| Date  | Pays      | Élections      | Notes                                                            | Résultats |
| ----- | --------- | -------------- | ---------------------------------------------------------------- | --- |
| 5 mai | Australie | Législatives   |                                                                  | Le Parti nationaliste (conservateur) remporte la majorité absolue des sièges dans les deux chambres. Billy Hughes (nationaliste) demeure Premier ministre. |
| 6 mai | Bolivie   | Présidentielle | Le président Ismael Montes (Parti libéral) ne se représente pas. | José Gutiérrez Guerra (Parti libéral : centre-droit libéral) est élu avec 88,1 % des voix face à un unique adversaire du Parti républicain (conservateur). |

### Juin
| Date         | Pays     | Élections    | Notes                                               | Résultats |
| ------------ | -------- | ------------ | --------------------------------------------------- | --- |
| 5 et 15 juin | Pays-Bas | Législatives | Premières élections au suffrage universel masculin. | Parlement sans majorité. La Ligue générale des caucus catholiques romains (chrétien-social, corporatiste) demeure le premier parti à la Seconde Chambre, avec près d'un quart des sièges, devant l'Union libérale (libéralisme conservateur). Pieter Cort van der Linden (libéral indépendant) demeure Premier ministre à la tête d'un gouvernement minoritaire de coalition comprenant la Ligue démocrate des libres penseurs (centre-gauche social-libéral), l'Union chrétienne historique (centre-droit conservateur) et l'Union libérale. |

### Septembre
| Date                | Pays  | Élections    | Notes | Résultats |
| ------------------- | ----- | ------------ | ----- | --- |
| 1er au 16 septembre | Suède | Législatives |       | Parlement sans majorité. Alternance. Le Parti social-démocrate des travailleurs (gauche) demeure le principal parti au Parlement avec plus d'un tiers des sièges. Nils Edén devient Premier ministre, son Parti de la coalition libérale formant un gouvernement de coalition avec les sociaux-démocrates. |

### Octobre
| Date             | Pays     | Élections    | Notes | Résultats |
| ---------------- | -------- | ------------ | --- | --- |
| 1er et 2 octobre | Finlande | Législatives | Le Grand-duché de Finlande est un territoire autonome de l'Empire russe. Après la révolution d'Octobre, la Finlande souhaite restreindre l'autorité de la Russie. | Parlement sans majorité. Le Parti social-démocrate (centre-gauche) demeure de loin le principal parti au Parlement, mais perd sa majorité absolue des sièges. Pehr Evind Svinhufvud (Parti jeune finnois : libéral, indépendantiste) prend la direction d'un gouvernement minoritaire de coalition comprenant également la Ligue agraire (libérale, agrarienne), le Parti finlandais (conservateur, fennomane) et le Parti populaire suédois de Finlande (représentant la minorité suédophone du pays). La Finlande déclare son indépendance le 6 décembre. |
| 28 octobre       | Suisse   | Législatives | | Le Parti radical-démocratique (libéralisme conservateur) conserve sa majorité absolue des sièges. |

|}

### Novembre
| Date        | Pays           | Élections     | Notes | Résultats |
| ----------- | -------------- | ------------- | --- | --- |
| 25 novembre | RSFS de Russie | Constituantes | Première élection au suffrage universel, à la fois masculin et féminin. Le scrutin fait suite à la révolution d'Octobre. | Assemblée sans majorité. Le Parti socialiste révolutionnaire (gauche agrarienne) est de très loin le principal parti à l'Assemblée constituante, devançant très nettement les bolcheviks qui ont pris le pouvoir en octobre. Désavoués par les électeurs, les bolcheviks dissolvent l'Assemblée par un coup d'État en janvier 1918. |

### Décembre

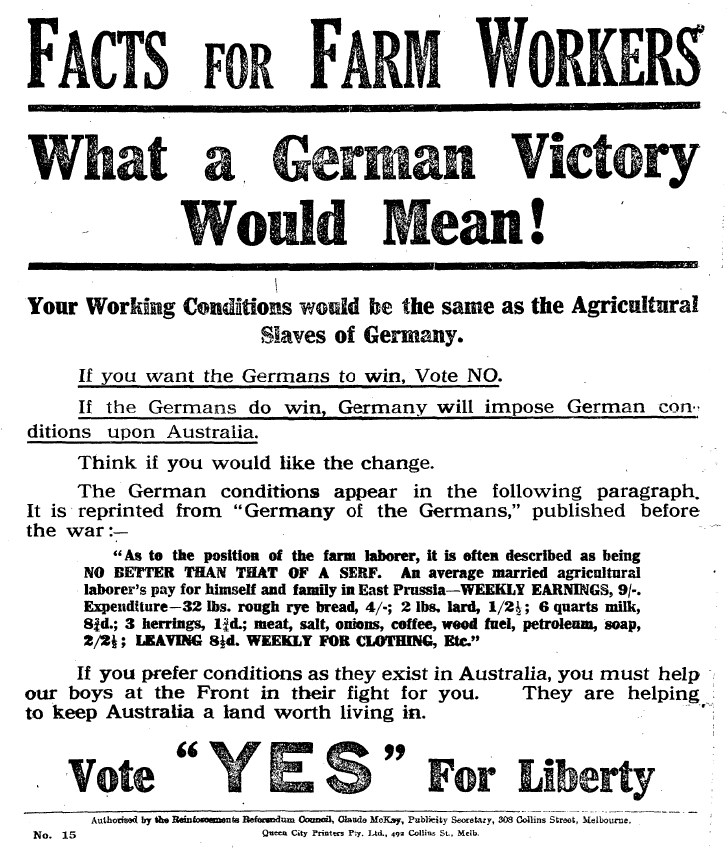
Affiche appelant les citoyens australiens à approuver l'introduction par référendum de la conscription.
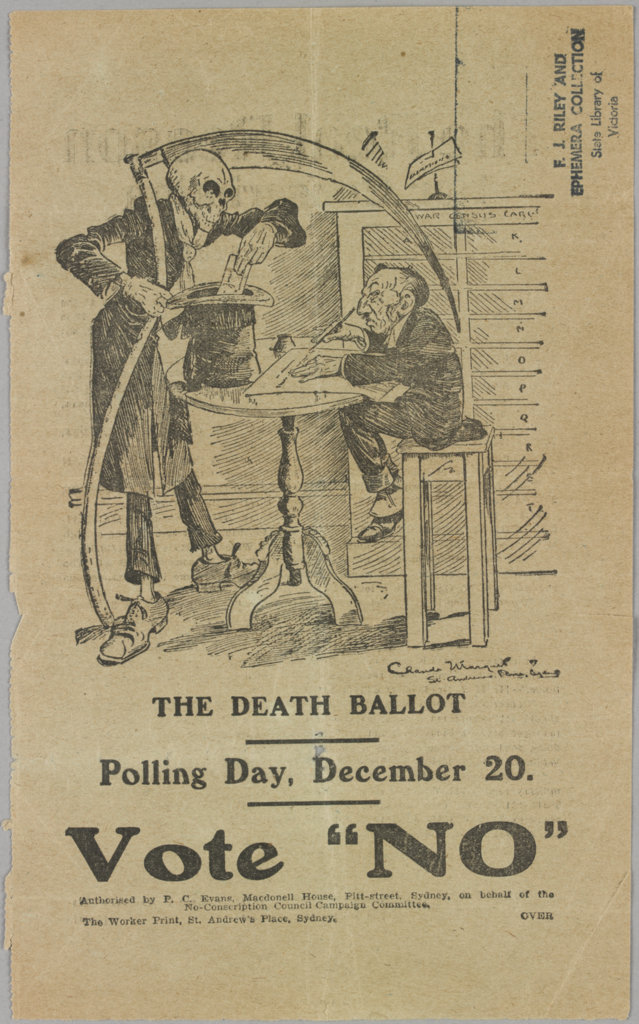
Affiche appelant les citoyens australiens à refuser l'introduction par référendum de la conscription.

| Date        | Pays      | Élections    | Notes | Résultats |
| ----------- | --------- | ------------ | --- | --- |
| 17 décembre | Canada    | Législatives | Première élection fédérale canadienne à laquelle certaines femmes sont autorisées à voter : celles ayant un lien de parenté avec un soldat. | Le nouveau Parti unioniste, composé du Parti conservateur (au pouvoir) et des libéraux-unionistes, remporte une très nette majorité absolue des sièges. Robert Borden demeure Premier ministre. |
| 20 décembre | Australie | Référendum   | Les citoyens sont appelés à se prononcer sur la proposition d'autoriser le gouvernement à introduire la conscription.                       | La proposition est rejetée par 53,8 % des votants, et par une majorité des votants dans quatre des six États de la fédération. La conscription n'est pas introduite.                            |